# DJ Mehdi
Pour les articles homonymes, voir Mehdi.
DJ Mehdi, de son vrai nom Mehdi Faveris-Essadi (né le 20 janvier 1977 à Asnières-sur-Seine et décédé le 13 septembre 2011 à Paris 10e) est un producteur et compositeur de hip-hop et de musique électronique français. Du fait de sa participation à de nombreux projets de musique rap puis électro dans les années 1990 et 2000, et de ses collaborations nombreuses avec des grands noms des deux genres, il est considéré comme l'une des figures de proue à la fois de l'émergence du genre hip-hop en France, puis d'un renouveau de la french touch à la fin des années 2000.

## Biographie

### Famille
Mehdi Faveris-Essadi naît à Asnières-sur-Seine dans les Hauts-de-Seine,, d'une mère tunisienne, dont la famille s’est installée en France en 1964, et d'un père français, originaire d'Ardèche.
Il passe son enfance à Gennevilliers avant de vivre à Colombes puis Paris.

### Période hip-hop

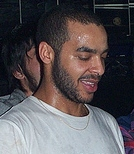
DJ Mehdi en février 2001.

Dès son adolescence, il s'intéresse à la musique rap ; des artistes en herbe défilent dans sa chambre pour récupérer l'instrumentation de leurs cassettes.
Il débute en 1992 en intégrant Ideal J, groupe formé par Kery James, auquel il contribue en tant que compositeur. En 1996, les Ideal J publient leur premier album O'riginal MC's sur une mission mais c'est sur l'album suivant, Le combat continue, publié en 1998, que Mehdi affirme sa patte de producteur, ajoutant de vibrantes orchestrations aux breakbeats qui caractérisent son style. Avant cela, un an plus tôt, en 1997, DJ Mehdi fonde le label Espionnage.
Il devient par la suite membre du collectif Mafia K'1 Fry, et en produit la quasi-totalité des créations telles que Different Teep (ex-groupe de Manu Key, Mista Flo et Lil Jahson), les solos de Karlito ou de Manu Key. Mais son travail le plus reconnu se fera avec le 113, et l'album Les Princes de la ville qui décrochera deux Victoires de la musique en 2000,,.
Au fil des années, DJ Mehdi enchaîne les collaborations avec d'importants artistes et groupes du rap français de Fabe à Assassin en passant par Rocé et Mc Solaar. Ayant toujours été attiré par l’electro, dès 2002, il publie un album mêlant electro, rap classique et expérimentation acoustique. La « rupture » officieuse entre DJ Mehdi et la Mafia K'1 Fry intervient en 2003, au moment de la réalisation du premier album du collectif, La Cerise sur le ghetto, publié le 28 avril, sur lequel DJ Mehdi ne produit aucun titre.

### Période electro
Il signe avec le label Ed Banger Records de son ami Pedro Winter, en 2006, pour lequel il publie son troisième album Lucky Boy, ainsi que sa déclinaison Lucky Boy at Night en 2007. Devenant partie prenante de ce label, il fonde avec Pedro Winter, Justice et Cassius le collectif Club 75 : six DJ qui mixent ensemble. Ils font régulièrement des dates dans des clubs ou festivals, comme le Social Club ou le festival de Coachella. En 2009, la musique de Mehdi est en plein changement, et avant d'entamer de nouveaux projets, il publie sur Internet une nouvelle mixtape, Black, Black and Black, prélude à son album de remixes qui sort fin 2009, Red Black and Blue.
En 2010, il fonde le duo Carte Blanche avec l'artiste britannique Riton. Ensemble, ils publient un EP en hommage aux pionniers de la house sur le label Ed Banger Records, Black Billionaires.

### Mort accidentelle
DJ Mehdi meurt le mardi 13 septembre 2011 à l'hôpital Lariboisière situé dans le 10e arrondissement de Paris, des suites d'un accident survenu à son domicile du 20e arrondissement de Paris. Dans la nuit du lundi 12 au mardi 13 septembre 2011, aux alentours de 2 h 30, le toit de la verrière sur laquelle il se trouvait avec des amis aurait cédé, les entraînant dans une chute de sept à huit mètres,. Victime d'un traumatisme crânien important, il est hospitalisé dans un état critique. En mort cérébrale dès mardi après-midi, sa mort est constatée le soir même.

## Hommages et postérité

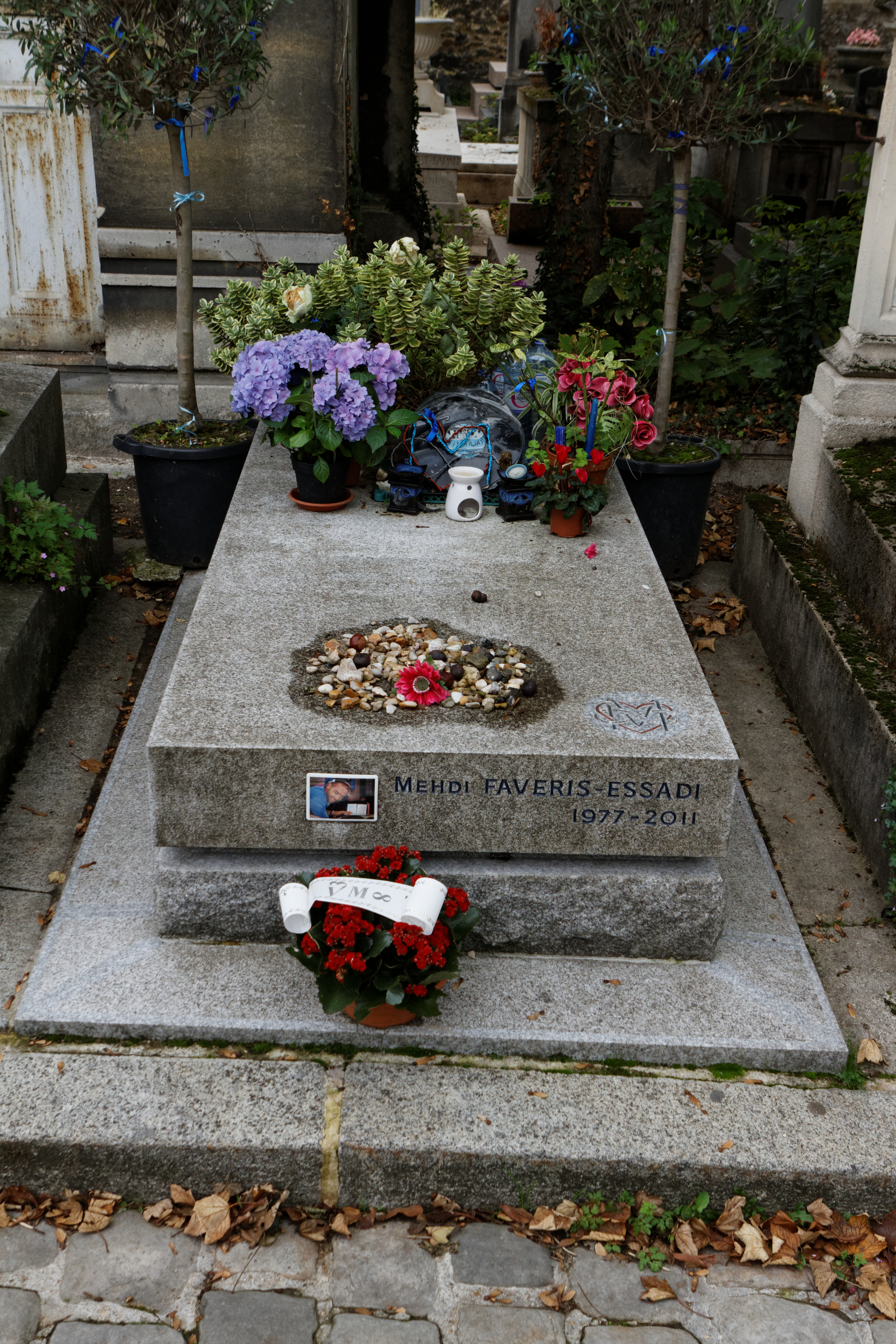
La tombe de DJ Mehdi au cimetière du Père-Lachaise.

Mokobé du groupe 113 affirme que c'est grâce à DJ Mehdi que le groupe a produit son meilleur album, Les Princes de la ville, et que « personne ne lui arrivait à la cheville. » Selon Rohff, un ami d'enfance, la musique de DJ Mehdi était « avant-gardiste »[source secondaire souhaitée].
MC Solaar constate qu'« il y avait des orchestrations avec beaucoup de violons, comme si on était en Égypte. » Il remarque en outre les genres utilisés dans ses chansons : « Dans ses productions, on trouvait toujours un fond old school hip-hop, avec une touche de house. Mehdi avait sans cesse trois morceaux en même temps dans sa tête. »
Le 1er octobre 2011, lors du dernier concert de sa tournée à Bercy, Booba rend hommage à DJ Mehdi devant plus de 17 000 personnes. Youssoupha fait une dédicace dans la chanson Viens tiré de l'album Noir Désir. Rim'K du 113 fait une dédicace dans son morceau Chef de famille issu de l'album du même titre. Black Kent fait de même dans son morceau Saint-Valentin issu de l'album Vendeur de rêve.
D'autres musiciens comme Kery James, Metronomy, Cut Killer, Chromeo, Daft Punk, Boys Noize, Cassius, Pedro Winter, Katy Perry, M. Pokora, Laurent Garnier, David Guetta, Dany Dan, Drake, Pharrell Williams, Bob Sinclar, La Fouine, Para One, Uffie, deadmau5, Pete Tong, Kavinsky, Gesaffelstein , A-Trak, Skrillex ainsi que le meneur du groupe Aeroplane se solidarisent et expriment leur respect et appréciation envers DJ Mehdi.
En novembre 2012, le chanteur Matthieu Chedid lui dédie une chanson dans son album Îl, intitulée Océan. En 2013, le rappeur Rocé lui rend hommage sur le titre Magic qui clôture son album Gunz n' Rocé, en featuring avec Manu Key. C'est également le cas de Kery James sur l'album Dernier MC avec le titre La mort qui va avec... : « Ideal J s'est éteint avec le DJ Mehdi ». Par ailleurs, sur la radio locale Equinox Radio Barcelone, lors d'un hommage à Mehdi le 13 septembre 2014, Kery James révèle l'anecdote que DJ Mehdi a également fait quelques couplets de rap, restés jusque-là inédits. Il cite ce fait pour souligner le caractère artistique polyvalent de Mehdi.
Frédéric Mitterrand, ministre de la Culture à l'époque, fait son éloge funèbre : « Magicien des platines, mais aussi producteur audacieux, virtuose du métissage des genres musicaux complètement différents », il souligne que « cet artiste venu du rap, toujours chaleureux et discret, avait su faire résonner la musique électro à la française à travers le monde » et que, « grâce à l'importance qu'il donnait à l'image, à son avidité d'expériences nouvelles, ses musiques continueront à vivre pour notre plus grand plaisir, dans des films tels que Megalopolis ou Taxi 3 ».
En 2021, soit dix ans après son décès, le groupe de rap marseillais IAM, dans le cadre de son dixième album Rimes essentielles, consacre une chanson en hommage à DJ Mehdi, titrée Feeling.
En 2024, une série documentaire intitulée DJ Mehdi : Made in France lui est consacrée par la chaine Arte, avec comme producteurs associés son fils Neil Faveris-Essadi et Pedro Winter, et comme réalisateur son ami Thibaut de Longeville,. Cette série remporte la Victoire de la création audiovisuelle aux Victoires de la musique 2025.
En 2025, il reçoit à titre posthume la Flamme éternelle à la cérémonie Les Flammes.

## Discographie sélective

### Mixtapes
- 2001 : 7 Kings
- 2002 : 7 Kings Vol 2

### Apparitions notables
- 1994 : Le Ghetto (Original Version) de Different Teep et Ideal J (sur la compilation Sortir du tunnel)
- 1994 : Qu'est-ce qui fait marcher les sages ? (version différente) (sur le maxi Qu'est-ce qui fait marcher les sages ? des Sages Poètes de la rue)
- 1995 : La Voix claire (remix) (des Petits Boss sur le maxi Arsenal Records)
- 1996 : Cash remix ; Attaque contre attaque (sur le maxi Cash remix d'Ideal J)
- 1997 : Wonderbra (sur l'album Paradisiaque de MC Solaar) ; Réalité rap (remix) (sur l'EP Tout est calculé de Koma)
- 1998 : Miss Ann Blues (feat Cambridge Circus) (sur la compilation Dee Nasty présente Le diamant est éternel) ; Le Soir (sur l'album Détournement de son de Fabe)
- 1999 : DJ Crew (feat Cut Killer) (sur l'album éponyme de Double H DJ Crew) ; La Vérité blesse (feat 113, Rodriguez & Rocé) (sur la compilation Première classe vol.1) ; Appelle moi Rohff  et Apprendre à vivre (sur l'album Le Code de l'honneur de Rohff)
- 2000 : Comment ils font ?, Excusez-nous, C'est pas parce que… et On n'a pas tous la chance (sur l'album La Rage de Dire de Fabe) ; Classik, Esclave 2000, Au fond de mon cœur et Final Touch  (sur l'album Touche d'espoir d'Assassin) ; Les points sur les i (remix) et À l'ancienne (sur l'album Les points sur les i d'Intouchable)
- 2001 : On s'habitue et Ricochets (sur l'album Top Départ de Rocé) ; Encore et encore (sur le maxi Ricochets de Rocé): K (remix) (sur le maxi AKH - K d'Akhenaton) : SSEM et Jeu 2 la mort (sur l'album La Vie avant la mort de Rohff)
- 2003 : Force ou faiblesse (sur l'album Jeu de société de Disiz)
- 2005 : Tapis rouge et Vitry Nocturne (sur l'album 113 Degrés de 113)
- 2006 : Couleur ébène (sur l'album Ouest Side de Booba) ; Intro, Bucarest (feat Rim'K), La mèche (feat Oxmo Puccino) et Gentiment je t'immole (feat Mai Lan) (tous sur la BO du film Sheitan)
- 2008 : Charlie Brown (remix) (de Ghostface Killah)

### Documentaire
- 2024 : DJ Mehdi - Made in France, série documentaire en six épisodes réalisée par Thibaut de Longeville pour Arte.